# Harry Gallatin
Harry J. „The Horse” Gallatin (ur. 26 kwietnia 1927 w Roxanie, zm. 7 października 2015 w Edwardsville) – amerykański koszykarz, występujący na pozycji skrzydłowego, wielokrotny uczestnik spotkań gwiazd NBA, zaliczany do składów najlepszych zawodników NBA, późniejszy trener, członek Koszykarskiej Galerii Sław im. Jamesa Naismitha.
Ustanowił rekord NBA, występując nieprzerwanie w 682 spotkaniach.

## Osiągnięcia
Na podstawie, o ile nie zaznaczono inaczej.
NCAA
- Wybrany do:
  - składu NAIA All-America (1948)
  - składu All-Conference (1947–48)
  - Akademickiej Galerii Sław Koszykówki (2006)[5]
  - Galerii Sław:
    - sportu:
      - SIU Edwardsville Athletics Hall of Fame
      - Truman State University Athletics Hall of Fame
      - Mid-America Intercollegiate Athletics Association (MIAA) Hall of Fame
      - National Association of Intercollegiate Athletics (NAIA) Hall of Fame

    - koszykówki stanu:
      - Missouri
      - Illinois

NBA
- 3-krotny finalista NBA (1951–1953)[6]
- Uczestnik meczu gwiazd:
  - NBA (1951–1957)[7]
  - Legend NBA (1964, 1987)[8]
- Wybrany do:
  - I składu NBA (1954)[2]
  - II składu NBA (1955)[2]
  - Koszykarskiej Galerii Sław (Naismith Memorial Basketball Hall Of Fame – 1991)[3]
- Lider:
  - sezonu regularnego w zbiórkach (1954)[9]
  - play-off w średniej zbiórek (1954)[10]

Trenerskie
- Trener Roku NBA (1963)[11]